# Claude-Marie du Chilleau
Pour les articles homonymes, voir Chilleau.
Claude-Marie du Chilleau, chevalier, seigneur du Chilleau (Vasles) et de La Charrière, né le 11 juin 1737 à Brettes et tué au combat le 13 août 1796 à la bataille d'Ober-Kammlach (Bavière), est un militaire français.

## Biographie

### Famille
Les Chilleau sont une famille noble de l'ancienne province du Poitou, qui remonte au XIIIe siècle. Ils tirent leur nom d'un hameau de la commune de Vasles (Deux-Sèvres). Claude-Marie est issu de Marie-Jean-Claude du Chilleau et de Louise Fumée de la Boutelaye. Il a deux frères, Jean-Baptiste du Chilleau (1735-1825) qui fut Pair de France, archevêque de Tours, évêque de Chalon-sur-Saône et un frère ainé marin, mort à Saint-Domingue en juillet 1762. Un autre membre de la famille est Marie-Charles du Chilleau d'Airvault (1734-1794) gouverneur de Saint Domingue. Claude-Marie est l'époux d'Adelaïde-Marguerite de Merle d'Ambert (1751-1794) qui lui donna deux filles Anne-Amélie-Dominique du Chilleau et Agricole-Floride du Chilleau. De par son frère, évêque de Chalon-sur-Saône, il possède quelques biens en Saône-et-Loire.

### Carrière

#### Ancien régime
- Le 1er septembre 1755, il est sous-lieutenant au régiment de Normandie.
- Le 8 octobre 1755, il passe lieutenant dans ce même régiment.
- Le 15 octobre 1760, dans le cadre de la guerre de Sept Ans, il participe à la bataille de Kloester Kamppen où il est touché par une balle est sabré six fois à la tête.
- Le 21 novembre 1760, sa bravoure lui donne le grade de capitaine.
- 26 juillet 1767, il passe major au régiment du Vivarais.
- 1774-1781, il passe colonel et dirige plusieurs régiments.
- 1781, il dirige le régiment du Bauvaisis.
- Le 1er janvier 1784, il est Brigadier des Armées du Roi.
- Le 9 mars 1788, il est fait Maréchal de camp.

#### Révolution française
- Le 27 septembre 1790, il dirige les troupes de l'ancienne province du Dauphiné.
- En juillet 1791, il commande la 11e Division Militair de Bayonne.
- En juillet 1791, il est dénoncé à l'Assemblée législative, et doit se justifier à Paris.
- De février à octobre 1792, de retour à Bayonne, il est appelé aux commandes de la 18e Division Militaire (Côte-d'Or, Yonne, Haute Marne, Aube), mais inquiété l'an d'avant par les révolutionnaires, il décide de fuir.

#### Armée de Condé
- 1er novembre 1792-13 aout 1796, via l'Espagne, il rejoint l'Armée de Condé. Il devient capitaine de la 5e compagnie de chasseurs à pied (compagnie La Marine et Condé) du Régiment noble à pieds de Condé. Alors qu'il fait le coup de feu contre les républicains, il apprend la mort de sa femme guillotinée le 18 avril 1794 après de fallacieuses accusations. Il meurt au combat le 13 août 1796.

## Décoration
Commandeur de l'ordre de Saint-Louis.

## Armoiries
Famille du (de) Chilleau: de sable à trois moutons passants d'argent posées deux et un.

## Source
- Paul Montarlot: Les émigrés de Saône et Loire, première partie (suite).Mémoires de la Société Éduenne, tome XLIV.Imprimerie Taverne et Chandioux, Autun 1923, pages 42 à 44.